# BBC Sessions (álbum de The Who)
BBC Sessions es el quinto álbum en directo del grupo británico The Who, publicado por la compañía discográfica Polydor Records en febrero de 2000. El álbum incluye veinticuatro temas y dos jingles grabados en los estudios de la BBC en Londres.
A excepción de los dos jingles, usados para abrir y cerrar el álbum, las canciones de BBC Sessions se muestran en orden cronológico.

## Lista de canciones
Todas las canciones compuestas por Pete Townshend excepto donde se anota.

| N.º | Título                                                                  | Duración |  |
| 1.  | «My Generation (BBC Radio 1 jingle)»                                    | 0:57     |  |
| 2.  | «Anyway, Anyhow, Anywhere» (Pete Townshend, Roger Daltrey)              | 2:44     |  |
| 3.  | «Good Lovin'» (Rudy Clark, Arthur Resnick)                              | 1:49     |  |
| 4.  | «Just You and Me, Darling» (James Brown)                                | 2:01     |  |
| 5.  | «Leaving Here» (Holland-Dozier-Holland)                                 | 2:34     |  |
| 6.  | «My Generation»                                                         | 3:23     |  |
| 7.  | «The Good's Gone»                                                       | 2:59     |  |
| 8.  | «La-La-La-Lies»                                                         | 2:11     |  |
| 9.  | «Substitute»                                                            | 3:30     |  |
| 10. | «Man with Money» (Don Everly, Phil Everly)                              | 2:31     |  |
| 11. | «Dancing in the Street» (William Stevenson, Marvin Gaye, Ivy Jo Hunter) | 2:23     |  |
| 12. | «Disguises»                                                             | 2:57     |  |
| 13. | «I'm a Boy»                                                             | 2:39     |  |
| 14. | «Run Run Run»                                                           | 3:16     |  |
| 15. | «Boris the Spider» (John Entwistle)                                     | 2:13     |  |
| 16. | «Happy Jack»                                                            | 2:09     |  |
| 17. | «See My Way» (Daltrey)                                                  | 1:50     |  |
| 18. | «Pictures of Lily»                                                      | 2:34     |  |
| 19. | «A Quick One, While He's Away»                                          | 7:01     |  |
| 20. | «Substitute (Version 2)»                                                | 2:12     |  |
| 21. | «The Seeker»                                                            | 3:04     |  |
| 22. | «I'm Free»                                                              | 2:24     |  |
| 23. | «Shakin' All Over/Spoonful» (Johnny Kidd, Willie Dixon)                 | 3:41     |  |
| 24. | «Relay»                                                                 | 4:56     |  |
| 25. | «Long Live Rock»                                                        | 3:52     |  |
| 26. | «Boris the Spider (BBC Radio 1 jingle)» (John Entwistle)                | 0:10     |  |

| Disco extra (edición limitada de Best Buy) |                                                    |          |  |
| N.º                                        | Título                                             | Duración |  |
| 1.                                         | «Townshend Talks Tommy»                            |          |  |
| 2.                                         | «Pinball Wizard»                                   |          |  |
| 3.                                         | «See Me, Feel Me»                                  |          |  |
| 4.                                         | «I Don't Even Know Myself»                         |          |  |
| 5.                                         | «I Can See for Miles»                              |          |  |
| 6.                                         | «Heaven and Hell» (John Entwistle)                 |          |  |
| 7.                                         | «The Seeker»                                       |          |  |
| 8.                                         | «Summertime Blues» (Eddie Cochran, Jerry Capehart) |          |  |